# Cantó de Viriat
El cantó de Viriat era una divisió administrativa francesa del departament de l'Ain. Comptava amb sis municipis i el cap era Viriat. Va existir de 1985 a 2015.

## Municipis
- Buellas
- Montcet
- Polliat
- Saint-Denis-lès-Bourg
- Vandeins
- Viriat (Ain)

## Història
| Data d'elecció | Identitat      | Partit        | Qualitat |
| -------------- | -------------- | ------------- | -------- |
| 1985-2004      | Pierre Fromont | Divers gauche |          |
| 2004-2011      | Jacques Nallet | Divers gauche |          |
| 2011-2015      | Bernard Perret | Divers gauche |          |

## Demografia
| A partir de 1990: Població sense dobles comptes |